# Uźlarze
Uźlarze (biał. Узляжжа; ros. Узляжье) – wieś na Białorusi, w obwodzie brzeskim, w rejonie stolińskim, w sielsowiecie Struga.
Dawniej majątek ziemski. W dwudziestoleciu międzywojennym leżały w Polsce, w województwie poleskim, w powiecie stolińskim, w gminie Stolin. Po II wojnie światowej w granicach Związku Sowieckiego. Od 1991 w niepodległej Białorusi.